# Burtîn, Polonne
Burtîn (în ucraineană Буртин) este localitatea de reședință a comunei Burtîn din raionul Polonne, regiunea Hmelnîțkîi, Ucraina.

## Demografie
Componența lingvistică a localității Burtîn
     Ucraineană (97,35%)
     Rusă (2,43%)
     Alte limbi (0,11%)
Conform recensământului din 2001, majoritatea populației localității Burtîn era vorbitoare de ucraineană (97,35%), existând în minoritate și vorbitori de rusă (2,43%).